# Імпеданс-pH-моніторинг
Імпеданс-рН-моніторинг (синоніми: імпедансометрія стравоходу, інтраезофагеальна імпедансометрія) — метод функціонального дослідження стравоходу, який дає змогу вивчати некислі гастроезофагеальні рефлюкси.
Імпеданс-рН-моніторинг дозволяє виявити кислі й некислі гастроезофагеальні рефлюкси, їхню висоту, тривалість і агресивність, а також швидкість і ефективність стравохідного кліренсу.
Станом на сьогодні міжнародним стандартом діагностики гастроезофагеальної рефлюксної хвороби (ГЕРХ) є езофаго-рН-моніторинг. Критерієм появи гастроезофагеального рефлюксу вважається зниження рН в стравоході нижче 4 од. на рівні 5 см вище верхнього краю нижнього стравохідного сфінктера. Однак сучасні дослідження показують, що симптоми ГЕРХ нерідко спричиняються не кислим вмістом шлунку, а потраплянням до стравоходу жовчі з дванадцятипалої кишки з рН ≈ 7 або проходженням через стравохід газових бульбашок зі шлунку. Для виявлення некислих рефлюксів або газових бульбашок вимірювання лише кислотності стравоходу недостатньо. 